# Litwa na Zimowych Igrzyskach Olimpijskich Młodzieży 2012
Litwę na Zimowych Igrzyskach Olimpijskich Młodzieży 2012, które odbywały się w Innsbrucku reprezentowało 6 zawodników.

## Skład reprezentacji Litwy

### Biathlon
Chłopcy
| Zawodnik               | Konkurencja    | Bieg    | Bieg       | Miejsce |
| Zawodnik               | Konkurencja    | Czas    | Strzelanie | Miejsce |
| ---------------------- | -------------- | ------- | ---------- | ------- |
| Arnoldas Mikelkevičius | Sprint         | 24:02.1 | 2+3        | 46.     |
| Arnoldas Mikelkevičius | Bieg pościgowy | 39:42.0 | 2+2+4+2    | 47.     |

Dziewczęta
| Zawodnik              | Konkurencja    | Bieg    | Bieg       | Miejsce |
| Zawodnik              | Konkurencja    | Czas    | Strzelanie | Miejsce |
| --------------------- | -------------- | ------- | ---------- | ------- |
| Gaudvilė Nalivaikaitė | Sprint         | 22:40.7 | 2+3        | 44.     |
| Gaudvilė Nalivaikaitė | Bieg pościgowy | 38:05.4 | 2+1+2+0    | 43.     |

### Biegi narciarskie
Chłopcy
| Zawodnik       | Konkurencja   | Kwalifikacje | Kwalifikacje | Ćwierćfinał   | Ćwierćfinał   | Półfinał      | Półfinał      | Finał         | Finał         |
| Zawodnik       | Konkurencja   | Wynik        | Miejsce      | Wynik         | Miejsce       | Wynik         | Miejsce       | Wynik         | Miejsce       |
| -------------- | ------------- | ------------ | ------------ | ------------- | ------------- | ------------- | ------------- | ------------- | ------------- |
| Jaunius Drūsys | Sprint        | 1:54.24      | 36.          | Nie awansował | Nie awansował | Nie awansował | Nie awansował | Nie awansował | Nie awansował |
| Jaunius Drūsys | Bieg na 10 km |              |              |               |               |               |               | 33:46.3       | 33.           |

Dziewczęta
| Zawodnik              | Konkurencja  | Kwalifikacje | Kwalifikacje | Ćwierćfinał | Ćwierćfinał | Półfinał       | Półfinał       | Finał          | Finał          |
| Zawodnik              | Konkurencja  | Wynik        | Miejsce      | Wynik       | Miejsce     | Wynik          | Miejsce        | Wynik          | Miejsce        |
| --------------------- | ------------ | ------------ | ------------ | ----------- | ----------- | -------------- | -------------- | -------------- | -------------- |
| Kristina Kazlauskaitė | Sprint       | 2:08.43      | 28. Q        | 2:09.1      | 4.          | Nie awansowała | Nie awansowała | Nie awansowała | Nie awansowała |
| Kristina Kazlauskaitė | Bieg na 5 km |              |              |             |             |                |                | 17:29.1        | 29.            |

Sztafeta mieszana z biathlonem
| Zawodnicy                                                                         | Konkurencja       | Bieg      | Bieg       | Miejsce |
| Zawodnicy                                                                         | Konkurencja       | Czas      | Strzelanie | Miejsce |
| --------------------------------------------------------------------------------- | ----------------- | --------- | ---------- | ------- |
| Gaudvilė Nalivaikaitė Kristina Kazlauskaitė Arnoldas Mikelkevičius Jaunius Drūsys | Sztafeta mieszana | 1:14:57.8 | 3+9        | 22.     |

### Narciarstwo alpejskie
Chłopcy
| Zawodnik       | Konkurencja     | Wyniki  | Wyniki  | Wyniki  | Wyniki  |
| Zawodnik       | Konkurencja     | Runda 1 | Runda 2 | Razem   | Miejsce |
| -------------- | --------------- | ------- | ------- | ------- | ------- |
| Rokas Zaveckas | Slalom          | 46.05   | 43.24   | 1:29.29 | 24.     |
| Rokas Zaveckas | Slalom gigant   | 1:03.30 | 59.96   | 2:03.26 | 29.     |
| Rokas Zaveckas | Supergigant     |         |         | 1:12.29 | 35.     |
| Rokas Zaveckas | Superkombinacja | 1.10.40 | 42.08   | 1:52.48 | 28.     |

Dziewczęta
| Zawodnik           | Konkurencja   | Wyniki        | Wyniki        | Wyniki        | Wyniki        |
| Zawodnik           | Konkurencja   | Runda 1       | Runda 2       | Razem         | Miejsce       |
| ------------------ | ------------- | ------------- | ------------- | ------------- | ------------- |
| Laura Pamerneckytė | Slalom        | Nie ukończyła | Nie ukończyła | Nie ukończyła | Nie ukończyła |
| Laura Pamerneckytė | Slalom gigant | 1:08.12       | 1:09.30       | 2:17.42       | 36.           |